# SuisseNautic

Logo der SuisseNautic

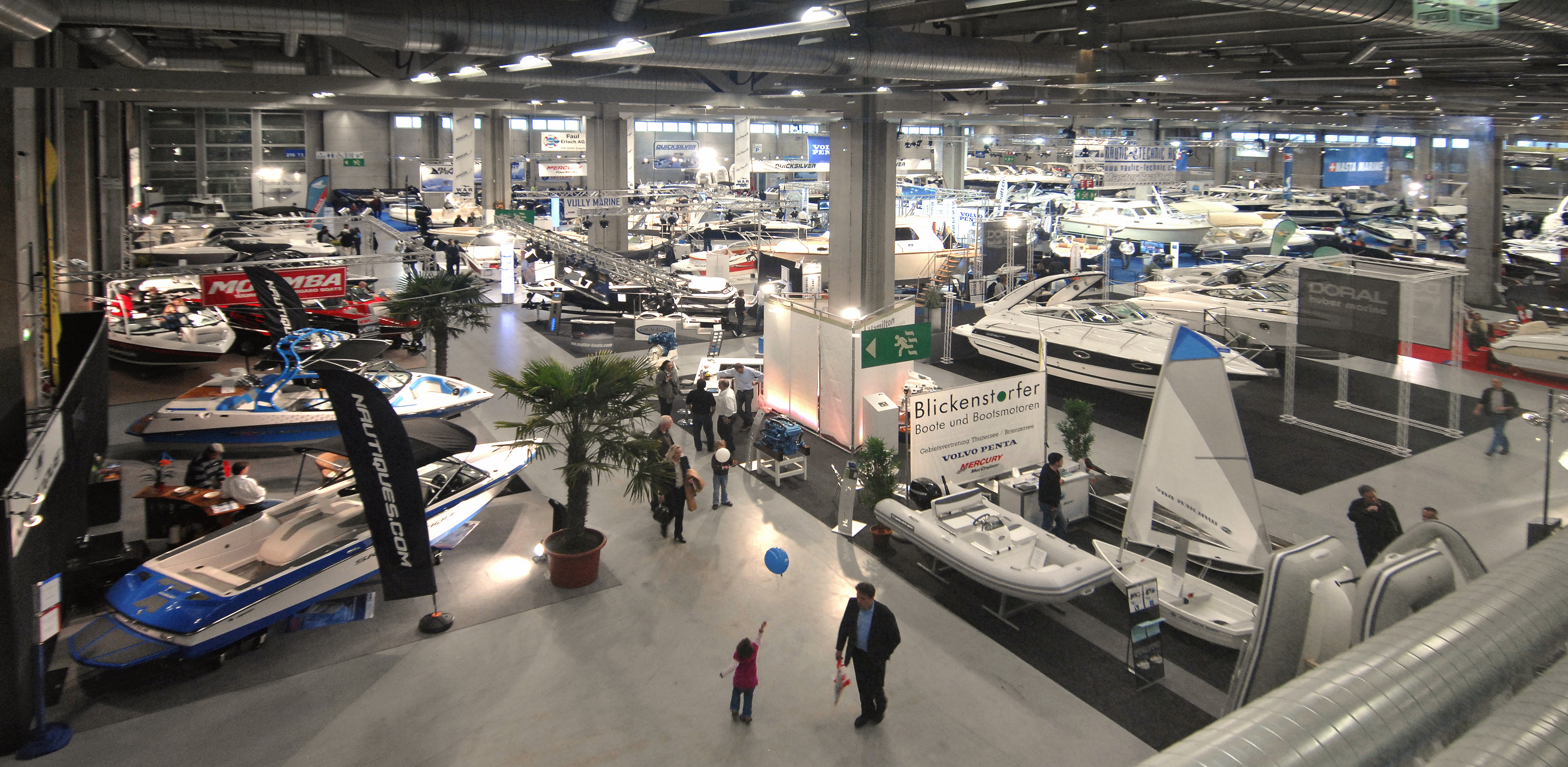
Blick in die Messehalle 3.0 an der SuisseNautic 2011

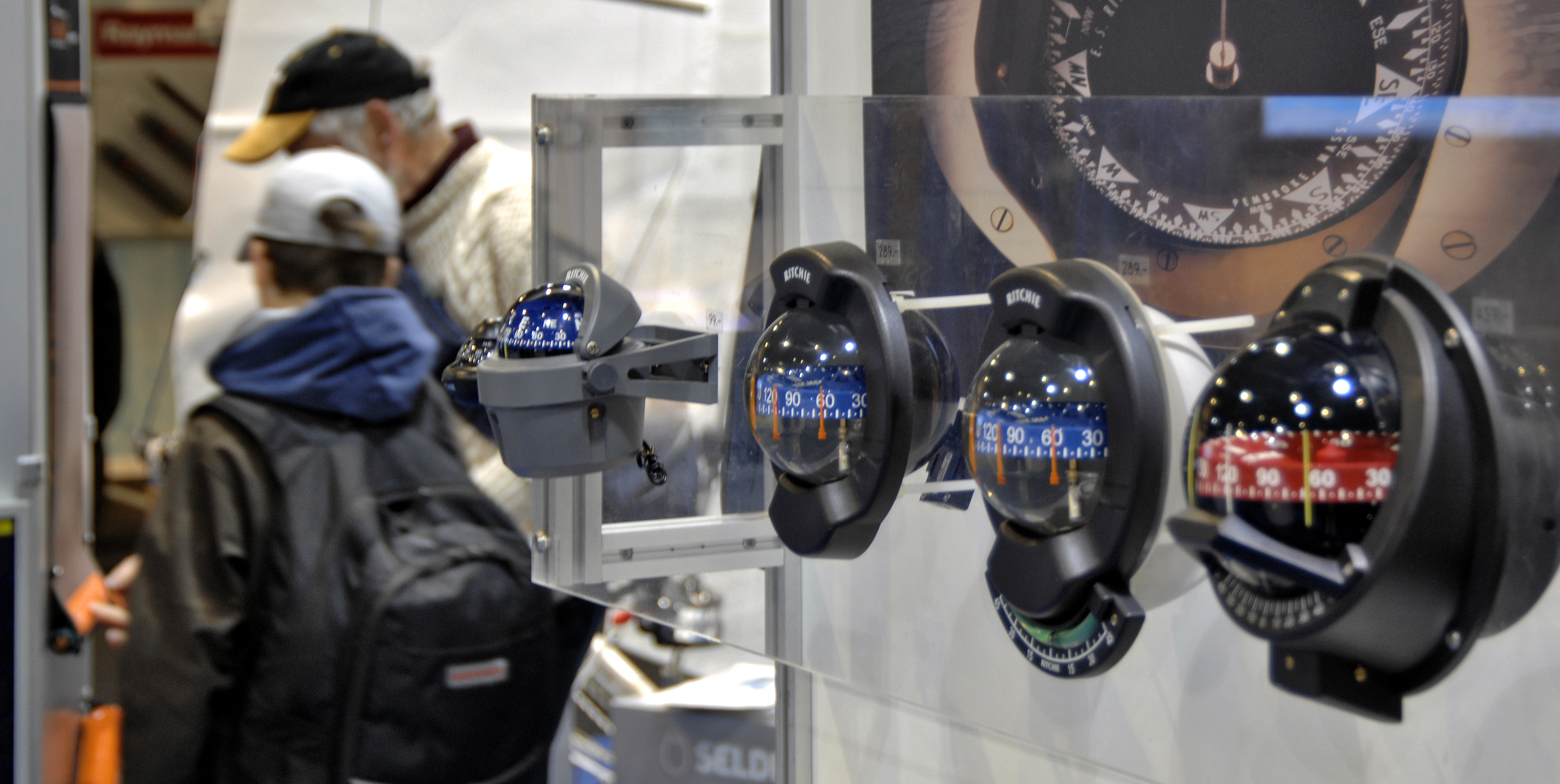
Zubehör und nautische Ausrüstung in der Messehalle 633 an der SuisseNautic 2011

Die SuisseNautic war eine Schweizer Ausstellung der nautischen Branche und fand alle zwei Jahre im Februar in Bern statt. Veranstalter der SuisseNautic war die Bernexpo AG. Aufgrund strategischen Entscheidungen sowie coronabedingten Verschiebungen konnte die SuisseNautic nicht mehr durchgeführt werden. Nach eingehender Prüfung aller Möglichkeiten sowie den jeweiligen Branchenentwicklungen wurde entschieden die SuisseNautic bis aufs Weiteres nicht mehr durchzuführen.

## Entstehung und Konzept
Die erste nationale Boots- und Wassersport-Show fand 2001 in Bern statt. Die SuisseNautic in Bern war die Nachfolgerin der Swissboot, die in früheren Jahren in Genf und in Zürich durchgeführt wurde. Patronatspartner der SuisseNautic war der Schweizerische Bootbauer-Verband (SBV).

## Ausstellungsbereiche
| - Motorboote - Segelyachten und Jollen - Ruder-, Kanu-, Kajak-, Schlauch-, Arbeits- und Spezialboote - Fischerboote, Fischereiartikel - Marine-Motoren | - Bootsanhänger, Trailer - Zubehör, Bestandteile, Elektronik - Bekleidung, Ausrüstung, Outdoor-Produkte - Bootsvermietung, Charter, Reisen, Tourismus - Bootsfahrschulen | - Dienstleistungen im Bereich Wasser- und Bootssport - Surfing, Wakeboard und Wasserski - Tauchen, Tauchgeräte - Fachliteratur, Bücher, Karten, Medien - Verbände, Vereine, Klubs, Klassen, Organisationen |